# Vesseaux

Vesseaux este o comună în departamentul Ardèche din sud-estul Franței. În 1 ianuarie 2022 avea o populație de 2.048 de locuitori.